# Vuk (regény)
A Vuk Fekete István regénye, mely először 1940-ben jelent meg a Csí című gyűjteményes kötet egyik írásaként. Önálló kötetben először 1965-ben adták ki. Az író 1940 és 1966 között megírt állattörténetei közül napjainkra talán a legismertebb és a legsikeresebb, köszönhetően részben a belőle készült rajzfilmnek is. A mű egyszerre állattörténet és fejlődésregény, s bár regényeit napjainkban többnyire meseregényként vagy ifjúsági regényként ismerik, a Vuk stílusa és jellemábrázolása is túlmutat a gyermekeknek szóló mese ismérvein. A kiadó a regényt „állatregény” alcímmel látta el.

## Történet
Az író a tőle megszokott, kedves, érdekes stílussal beszéli el Vuk életútját, az első önálló lépésektől a felnőtté válásig. Vuk, a rókakölyök nyolcadmagával jött a világra egy tóparti rókavárban. Apja, Kag és anyja, Íny, akik a rókanemzetség jeles tagjai, szürkülettől hajnalhasadtáig vadásznak, hogy az örökké éhes apróságokat jóllakassák. Egy napon a rókacsalád amúgy is zilált, de boldog életét felborítja a bosszúálló vadászok hada, akik a baromfiudvart gyakran megdézsmáló rókák ellen hajtóvadászatra indulnak. A két rókaszülő, valamint hat kisróka elpusztul, Vukot anyja még a vadászok jövetele előtt kimenti a kotorékból, egyetlen életben maradt testvérét pedig a falu egyik vadásza veszi magához.
Vuk örökölte nagyapja legendás hírű vérét, szimatát, vadászszenvedélyét, ennek is köszönheti a nevét, amelyet apja a híres nagyapára való tekintettel adott az eleven kis rókakölyöknek: „Vuk lesz a neve, mint az öregapjának. Vuk, ami annyit jelent, hogy minden rókának félre kell állni az útból, ha vadászatra indul.” Nagybátyja, a magányos Karak veszi Vukot pártfogásába, s a kisrókát megtanítja a szabad portyázók életének minden ravaszságára és tudományára.
Vuk remek tanítvány, s ez Karakot is büszkeséggel tölti el: örömmel nyugtázza, hogy a kölyök lassacskán túltesz tanítómesterén, s nagyapjához válik hasonlóvá, „aki első volt a rókák között”. Egyik éjszakai zsákmányszerző körútja során Vuk a vadász kertjébe is eljut, ahol rátalál a ketrecben nevelt testvérére, s megígéri neki, hogy Karak segítségével kiszabadítja a fogságból. A szabadítására indított akció sikerrel jár, s hárman élnek tovább Karakkal, a szántóföld közepében rakott nyári rókafészekben.
Nemsokára Karak is áldozatul esik az emberek vadászszenvedélyének, így a két testvér egy darabig még együtt marad a hegyoldalban lévő régi barlangban, majd engedelmeskedve a természet szavának, ki-ki a saját párjával éli tovább a vadonbéli állatok szabad, veszélyekkel teli, de mindenképpen csodálatos életét.

## A regény jelentősége
A Vuk című regény egy felnőtteknek és gyerekeknek egyaránt szóló történet. Az író igen népszerű állattörténete a kisróka felnőtté válását helyezi középpontba, aki a rögös utat bejárva szembesül a rókaélet örömeivel és nehézségeivel, miközben megtanulja, hogy mit jelent a család, és mit jelent az idősebb, tapasztaltabb mestertől tanulni. A történet során különböző tulajdonságú, jellegzetes magatartástípust és viselkedést megtestesítő szereplőkkel találkozik, s a bátorsága mellé végül kellő tudást, bölcsességet szerez. A kezdetben vakmerő és vagány róka végül céltudatos, családjáról is gondoskodó felnőtté válik.
A mű állattörténet és fejlődésregény, melyben a kalandos cselekmény pontos természetábrázolásba ágyazódik, s a legfontosabb emberi értékeket ‑ mint szabadság, bátorság és szolidaritás ‑, a játékos, színes próza teszi élvezetessé. Fekete István karakterei többségében állatok, akiket az író emberi tulajdonságokkal és jellemvonásokkal ruházott fel. Megismerjük, miképp boldogul egy róka az állatvilágban, ahol egyszerre üldöző és az üldözött szerepében kell megállnia a helyét. Ugyanakkor az állatok szemszögéből látjuk mi önmagunkat, az embert, tehát azt is megtanulhatjuk, hogy nem élhetünk felsőbbrendűen, az állatokon uralkodva, hisz átélhetjük, hogy mit érezhet, mit gondolhat az az állat, akinek az élete felett ‑ és gyermekeinek élete felett ‑ az ember ítélkezik, a kénye és kedve szerint.
Fekete István a Vuk és az ahhoz hasonló állat-regényeiben számtalan állatnevet költött, melyek közül több mára legendássá vált.

## Folytatások
Az eredeti regényhez fia, Fekete István írt folytatást „Vuk és a Simabőrűek”, illetve „Vuk újra otthon” címmel.

## Rádiójáték
1980-ban a Magyar Rádió Művészeti Produkciós Szerkesztőségében készült egy rádiójáték, mely Fekete István azonos című regénye alapján írta Szabó Éva. A hanglemez 1982-ben jelent meg a Hungaroton gondozásában Dargay Attila borítógrafikájával.
Szereposztás:
- Narrátor: Császár Angéla
- Vuk: Kalocsay Miklós
- Kag: Papp János
- Anya Íny: Temessy Hédi
- Kis Íny: Jani Ildikó
- Karak: Csákányi László
- Sut: Helyey László
- Csele: Detre Annamária
- Bark: Téri Sándor
- Rá: Usztics Mátyás
- Csí: Dániel Vali
- Vahur: Konrád Antal
- Komondor: Cs. Németh Lajos

Alkotók:
- Fekete István regényét rádióra alkalmazta: Szabó Éva
- Zenei munkatárs: Zsedényi Erzsébet
- Dramaturg: Makk Katalin
- A rendező munkatárs: Váci Györgyné
- Rendező: Gothár Péter

## Hangoskönyv
A Móra Ferenc Könyvkiadó 2006-ban hangoskönyvet készített a regényből (CD, ISBN 9631182037). A hangoskönyv 155 percnyi hanganyagot tartalmaz.

## Film
Dargay Attila 1972-ben képregényben is megrajzolta a Vukot, majd 1981-ben egy „egész estés” rajzfilmet készített a regény és a képregény alapján, szintén Vuk címmel. A rajzfilm nagy vonalakban követi a regény történetét, néhol egyszerűsítve, máshol vidám jelenetekkel és motívumokkal kiegészítve azt. Feltehetően az egyik legszélesebb körben ismert és elismert magyar „rajzfilm-klasszikus”.
A képregény alapján készült film 1980–81-ben született meg a Magyar Televízió megrendelésére a Pannónia Filmstúdióban. Négyrészes (kb. 20 perces) sorozatként indult, majd ebből állt össze teljes játékfilmmé. Magyarországon 1981 és 1989 között 2,5 millióval növekedett a nézettségek száma. 2011-es árakon számolva 600 millió forintba került.